# Paul Guinard
Paul Guinard (Annecy, 25 de desembre de 1895 - Madrid, 23 de febrer de 1976) fou un teòric de l'art i un dels millors coneixedors de la pintura española. És autor de nombrosos llibres sobre El Greco, Zurbarán, Velzquez, Goya, el Museu del Prado... que han contribuït a promoure l'art espanyol, especialment a França.

## Paul Guinard i la cultura espanyola
Apartat del Ministeri d'Afers exteriors, va ser nomenat professor d'història de l'art a l'Institut francès a Espanya en 1922. Tot i que en principi volia dedicar-se a la musicología, aquesta intenció es va esvair quan va descobrir la pintura espanyola, per la qual cosa va emprendre una tesi doctoral sobre El Greco, a la que va renunciar degut al seu treball absorbent a l'Institut Francès. Més tard, l'any 1959, va completar una tesi sobre Francisco de Zurbarán.
L'any 1932 esdevingué director de l'Institut francès a Espanya on, durant 30 anys, va promoure l'art francès a Espanya i l'art espanyol a França. Fruit d'aquest esforç és la publicació, l'any 1931 de: Arte francés (manuals Labor, Barcelona), i de la primera obra important de l'art de la península: Madrid et l'Escorial (coll. Les Villes d'art célèbres, Laurens, Paris, 1935).
A l'esclat de la Guerra Civil va abandonar Madrid, essent enviat a l'Institut francès de Varsòvia, des del 1937 fins al 1938. A l'estiu de 1939, va tornar com a director de l'Institut francès a Espanya, ampliant-ne totes les organitzacions, instituts, escoles secundàries, etc. activitat que va desenvolupar fins a l'any 1962.
Del 1945 al 1962, va ser assessor cultural de l'ambaixada francesa a Espanya. Del 1955 al 1958 va ser director interí de la Casa de Velázquez, després de la mort de Maurice Legendre el 1955, i fins al nomenament de Mr. Terrasse el 1957. Després es va encarregar principalment de l'alta administració i dels actes oficials de la casa. De 1962 a 1965, va ser professor d'Història de l'art a la Facultat de lletres de la Universitat de Tolosa i va continuar ensenyant classes d'art a Madrid, la Universitat Complutense, i el Instituto de Cultura Hispánica, al carrer de Gay-Lussac.
Va morir a l'edat de 81, atropellat per un cotxe, davant de la Casa de Velázquez, on vivia. El carrer porta el seu nom.